# Марсел Кител
Марсел Кител (на немски: Marcel Kittel) е германски колоездач.

## Биография
Роден е на 11 май 1988 в Арнщат. Висок е 1,88 м с тегло 82 кг. 

## Кариера
Дебютира на Тур дьо Франс през лятото на 2012 г.
Първият му успех за 2013 г. е спечелването на първия етап на обиколката на Оман.
През 2013 г. на Тур дьо Франс спечели първия етап в Корсика и за първи път облече жълтата фланелка. На следващия ден обаче я губи.